# Francisco Vicente Aguilera
Francisco Vicente Aguilera y Tamayo (Bayamo, Cuba Española, 23 de junio de 1821 - Nueva York, Estados Unidos, 22 de febrero de 1877) fue un hacendado y patriota cubano que colaboró estrechamente con Carlos Manuel de Céspedes con el objetivo de independizar su país. Fue vicepresidente de la República de Cuba en Armas y mayor general del Ejército Libertador cubano. Falleció en el exilio.

## Primeros años y estudios
Nació en Bayamo, Cuba, el 23 de junio de 1821, en una de las familias más ricas de la región. En Santiago de Cuba recibió la instrucción primaria y parte de la secundaria.
Luego, en 1836, se trasladó hacia La Habana para completar sus estudios superiores e iniciar la carrera de abogacía. Ingresó en el famoso Colegio de Carraguao y allí tuvo entre sus profesores a José Silverio Jorrín.

## Juventud y familia
Sus padres fueron personas distinguidas y acomodadas. Hombre ya, ansioso de conocer y vivir la verdadera democracia, de la que fue un enamorado fervoroso, viajó por los Estados Unidos. De regreso en Bayamo, vio morir a su padre y contrajo matrimonio. Dueño de una inmensa fortuna, todo parecía sonreírle.
En el año de 1848 contrajo matrimonio en Santiago de Cuba con la señorita Ana Kindelán y Griñán. Con ella tuvo diez hijos. Para él, la familia constituía uno de sus principales encantos. Por eso disfrutaba bastante llevando a sus hijas a las fiestas y actividades sociales.

### El hombre más rico de Oriente
Era dueño de quinientos esclavos y poseía fincas rústicas en Bayamo, Jiguaní, Las Tunas y Manzanillo, en las cuales había varios ingenios y extensísimas zonas dedicadas al cultivo agrícola y a la crianza de ganado de muy diverso tipo. Sus fincas urbanas no eran menores. En Bayamo, eran de su propiedad el teatro de la ciudad, dos casas de pisos múltiples, muchas otras casas de menor tamaño y un almacén de víveres. En Manzanillo, otras varias casas y un almacén para mieles.

## Conspiraciones y alzamiento
En 1851 participó en la conspiración de Joaquín de Agüero, aunque poco tiempo después, la falta de coordinación y la enfermedad de su madre lo alejaron momentáneamente de tales actividades. Aguilera encabezó el primer Comité Revolucionario Cubano, fundado en Bayamo, con la participación de Pedro Figueredo (Perucho) y Francisco Maceo Osorio. Dirigió la reunión que se desarrolló en San Miguel de Rompe, el 3 de agosto de 1868, sin llegar a un acuerdo sobre la fecha del alzamiento.
En reuniones posteriores se acordó aplazarlo hasta la terminación de la zafra, con el fin de asegurar los recursos necesarios. Al poco tiempo, el apremio de muchos conspiradores los llevó a reunirse en el ingenio Rosario, en cuya ocasión no asistió Aguilera y la iniciativa del encuentro estuvo a cargo de Carlos Manuel de Céspedes quien, instalado en la zona de Manzanillo, disfrutaba de gran jerarquía. De aquella reunión salió la determinación de levantarse en armas el 14 de octubre de 1868.
La intranquilidad de los conspiradores permitió a las autoridades españolas conocer el plan de alzamiento, mandando a apresar a los principales líderes del movimiento. Por esa razón, Céspedes adelantó la fecha, iniciando la lucha en la madrugada del 10 de octubre en su ingenio, La Demajagua; mientras Aguilera, el hombre que inició el movimiento y a quien no le parecía oportuno lanzarse a la guerra tan pronto, se encontraba en su hacienda Cabaniguán. No faltó alguno que acudiera a Aguilera con la noticia y la intención de persuadirlo para que desautorizara a Céspedes. Se puso de acuerdo con el resto de los miembros del Comité Revolucionario y, mediante Figueredo, comunicó a Céspedes que secundaba la insurrección.

## Asamblea de Guáimaro y cargos en el gobierno
Al celebrarse la Asamblea de Guáimaro, el 10 de abril de 1869, no estuvo presente Aguilera por razones de enfermedad. Circulaba incluso el rumor del acaecimiento de su muerte, por lo cual no se le designa ningún cargo en la dirección del gobierno. Cuando Céspedes vuelve a la región de Bayamo, lo encuentra vivo y le nombra Secretario de la Guerra. Hasta principios de 1870 ocupó esa responsabilidad y el 24 de febrero de ese año la Cámara de Representantes crea el cargo de Vicepresidente de la República, designándole para el mismo. Unos días después, el 8 de marzo, Céspedes lo nombró Lugarteniente General del Estado de Oriente. Ya antes le habían otorgado el grado de Mayor General.

## Rumbo a la emigración
Conociendo Céspedes las dificultades existentes en el exterior para procurar ayuda a la República de Cuba en Armas y seguro de la simpatía de que gozaba Aguilera en todas partes, pensó que podía influir entre la emigración cubana y personalidades políticas de Estados Unidos y otros países, a fin de hacer a Cuba futuras expediciones con el material de guerra urgido por las fuerzas cubanas. El 27 de julio de 1871, junto a Ramón de Céspedes, sale a esa misión. El 28 está en la Jamaica británica y de allí sale en cuanto puede para Nueva York, a ocuparse de la Agencia General, órgano que dirigía el apoyo exterior a la guerra. El 17 de agosto toma posesión de la misma.
No tardará Aguilera, para su pesar, en chocar con la cruda realidad. Los Estados Unidos, no reconocía a la República de Cuba en Armas. La situación se agravaba más, porque los cubanos que encontró Aguilera en Estados Unidos estaban divididos por intereses más personales que patrióticos. Unos alrededor del reformista Miguel Aldama y otros alrededor de Manuel de Quesada.

## Estancia en Europa
En todo este año Aguilera no ha aceptado regresar a Cuba. Quiere volver al país con una gran expedición que lleve muchos armamentos a Cuba y en tal sentido agota todas las posibilidades. En 1872 se marcha con esa finalidad a Europa. Tenía fe en que los cubanos de allá no andarían tan divididos buscando utilidades propias a la causa cubana.
En 1873 está de nuevo en Nueva York. Al poco tiempo, la Cámara depone al presidente Céspedes. Como Aguilera es el vicepresidente, el presidente de la Cámara, Salvador Cisneros Betancourt, que desempeña como interino la Presidencia de la República en Armas, escribe a Francisco Vicente Aguilera: «(...) grandes ventajas reportará al país que vuelva a él un hombre que no ha escatimado sacrificios por su libertad (...) Ud. Está en mejor situación para administrar la República, venga y salvaremos la Revolución».
Aguilera responde al Presidente de la Cámara que sí, que vendrá a Cuba, pero cuando pueda llevar a Occidente una fuerte expedición. «Oriente y Camagüey, cuna y garantía de la Revolución, —le dice Aguilera a Cisneros-, son la base de nuestras operaciones, ahora el triunfo está en Occidente (...) podemos matar soldados españoles en Oriente, pero la manera de concluir la guerra es secar la fuente de donde brotan y sabemos dónde está esa fuente».

## Muerte en el exilio
En medio de visible pobreza, con el anhelo de ver su patria libre y en los días en que las ansias personales y el regionalismo hacían predecir el fracaso de la Guerra de los Diez Años, murió en cama Francisco Vicente Aguilera, el 22 de febrero de 1877, en su casa humilde de la ciudad de Nueva York. La causa de muerte fue cáncer de laringe. En la actualidad, un barrio de la ciudad de Bayamo lleva su nombre.

## Mausoleo
Los restos de Aguilera reposan en Bayamo desde 1910. Sin embargo, es tan rica la historia sobre el traslado de sus despojos mortales a la patria y los consiguientes enterramientos que bien valen otro reportaje periodístico.
Sus restos fueron sustraídos del cementerio de San Juan para que no se trasladaran a la necrópolis santiaguera de Santa Ifigenia.
Lo cierto es que, en 1958, fue inaugurado el mausoleo en homenaje al patriota, en cuya base reposan sus restos actualmente. Cerca de este, se levantan las figuras de otros bayameses ilustres, por lo que el conjunto monumentario se llama Retablo de los Héroes.